# Jules Harmand
François-Jules Harmand (phiên âm tiếng Việt là: Phrăng-xoa Ju-lờ Hác-măng, sinh ngày 23 tháng 10 năm 1845 – 14 tháng 1 năm 1921) là nhà chính trị, bác sĩ, nhà thám hiểm và nhà ngoại giao. người Pháp Ông cũng là người thay mặt chính phủ Pháp ký kết hiệp ước đầu tiên, được gọi là Hiệp ước Harmand, với nhà Nguyễn của Việt Nam.

## Tiểu sử
Ông phát hiện ra Nam Kỳ và học tiếng Việt từ đầu năm 1866, với tư cách là bác sĩ phụ trợ của hải quân. Ông phải trở về Pháp vào năm 1870 khi chiến tranh Pháp-Phổ nổ ra. Từ năm 1873 đến 1877, ông đã tham gia vào một số chiến dịch dân sự và quân sự tại Bắc Kỳ và Nam Kỳ, cũng như trong các nhiệm vụ thăm dò khoa học ở bán đảo Đông Dương, sông Mê Kông và Xiêm. Vì vậy, mọi người tìm thấy ông đi cùng Louis Delaporte đến Angkor và vài tháng sau, với tư cách là một bác sĩ, trên sông Hồng, trên tàu pháo L'Espingole do thiếu úy hải quân Adrien-Paul Balny d'Avricourt chỉ huy.
Ông trở về Pháp vào năm 1878, nơi ông chịu trách nhiệm, trong số những việc khác, việc tổ chức khu vực Đông Dương của Hội chợ Thế giới, 1878. Năm 1881, ông bắt đầu sự nghiệp ngoại giao với tư cách là lãnh sự Pháp tại Băng Cốc. Vào tháng 8 năm 1883, ông là người thay mặt chính phủ Pháp ký kết hòa ước Quý Mùi, qua đó triều Nguyễn chấp nhận sự bảo hộ của Pháp đối với Bắc Kỳ và Trung Kỳ. Ông trở thành tổng ủy viên của chính quyền bảo hộ Bắc Kỳ (1883), tổng lãnh sự ở Kolkata (1885), người quản lý của công sứ quán tại Santiago (1890), phụ trách nối lại các cuộc đàm phán biên giới với Xiêm (1894) và cuối cùng là bộ trưởng toàn quyền ở Tokyo (1894–1905) tại thời điểm các cuộc xung đột giữa Trung-Nhật và sau đó là giữa Nga-Nhật.
Ông được tặng Bắc Đẩu bội tinh hạng Chỉ huy (Commandeur). Ông cũng là chủ tịch của Hiệp hội Địa lý Pháp từ năm 1912.

## Bài viết
- Harmand, Jules (1887).  Imprimerie C. Pariset (biên tập). L'Indo-Chine française: politique et administration. Conférence faite à l'Association républicaine du centenaire de 1789 [Liên bang Đông Dương: chính trị và hành chính. Hội nghị thực hiện tại Hiệp hội kỷ niệm trăm năm Cộng hòa 1789] (bằng tiếng Pháp). Paris.
- Harmand, Jules (1874).  Imprimerie de E. Aubert (biên tập). Aperçu pathologique sur la Cochinchine [Tổng quan về bệnh lý học tại Nam Kỳ] (bằng tiếng Pháp). Versailles.
- Harmand, Jules (1910).  Flammarion (biên tập). Domination et colonisation [Sự thống trị và thuộc địa] (bằng tiếng Pháp). Paris: Bibliothèque de philosophie scientifique.
- Harmand, Jules (1994).  Phébus (biên tập). L'homme du Mékong: un voyageur solitaire à travers l'Indochine inconnue [Người đàn ông Mê Kông: một du khách cô đơn đi qua Đông Dương bí ẩn] (bằng tiếng Pháp). Paris.
- Harmand, Jules (2010).  Soukha éditions (biên tập). Explorations coloniales au Laos: du Mékong aux Hauts Plateaux, itinéraire au coeur d'une passion française [Khám phá thuộc địa ở Lào: từ sông Mekong đến cao nguyên Hauts, hành trình trong trái tim của một người Pháp đam mê] (bằng tiếng Pháp). Paris. ISBN 978-2-919122-47-9. OCLC 698167488.